# Nordstan
Nordstan是一個位於瑞典哥德堡北城區的商場，由有蓋通道及步行街連接八個街區組成。Nordstan總面積為30.6萬平方米，約有200家商店和6,000名員工。每年有超過2,500萬人次到訪Nordstan，並帶來超過42億瑞典克朗的總營業額，位列瑞典第三。Nordstan的各通道屬於公共空間，全天24小時開放，因此吸引許多年輕人在夜晚聚集。

## 歷史
在1860年代至1920年代的美國移民潮期間，北城區的人流顯著增加。來自美國的移民從Nordstan原址隔壁的哥德堡中央車站途經此處，前往西邊的哥德堡港搭乘的船隻前往其他地方。
20世紀60年代初，東北城區仍是一個未開發的區域，在銀行和建築公司的協助下，該區域內所有舊街的90處房產均已被收購。1967年，該區域內所有建築開始拆除，並展開新建工程。Nordstan分兩階段開業：第一階段於1972年9月28日由時任省長Erik Huss宣布落成，當天至少6,000人聚集在Götgatan；第二階段於1973年開幕。此外，街區與房屋之間透過屋頂相互連接。重建及新建街區的成本，以2014年貨幣價值計算，約為28億瑞典克朗，當時被譽為「瑞典最大的持續城市重建計畫」。
2008年，Nordstan內部的大部份區域進行了翻修。其中大樓的部份新設一層，以供Åhléns、Elgiganten和Stadium使用。

## 外部連結
- 官方網站